# دیتن (تنسی)
دیتن(به انگلیسی: Dayton) شهری در ایالت تنسی کشور ایالات متحده آمریکا است که جمعیت آن در سرشماری سال ۲۰۱۰ میلادی، ۷٬۱۹۱ نفر بوده‌است.